# خوزه لوئیس بالستر (شناگر)
خوزه لوئیس بالستر (به انگلیسی: José Luis Ballester) (زادهٔ ۶ اوت ۱۹۶۹) شناگر اهل اسپانیا است.